# كيمباب

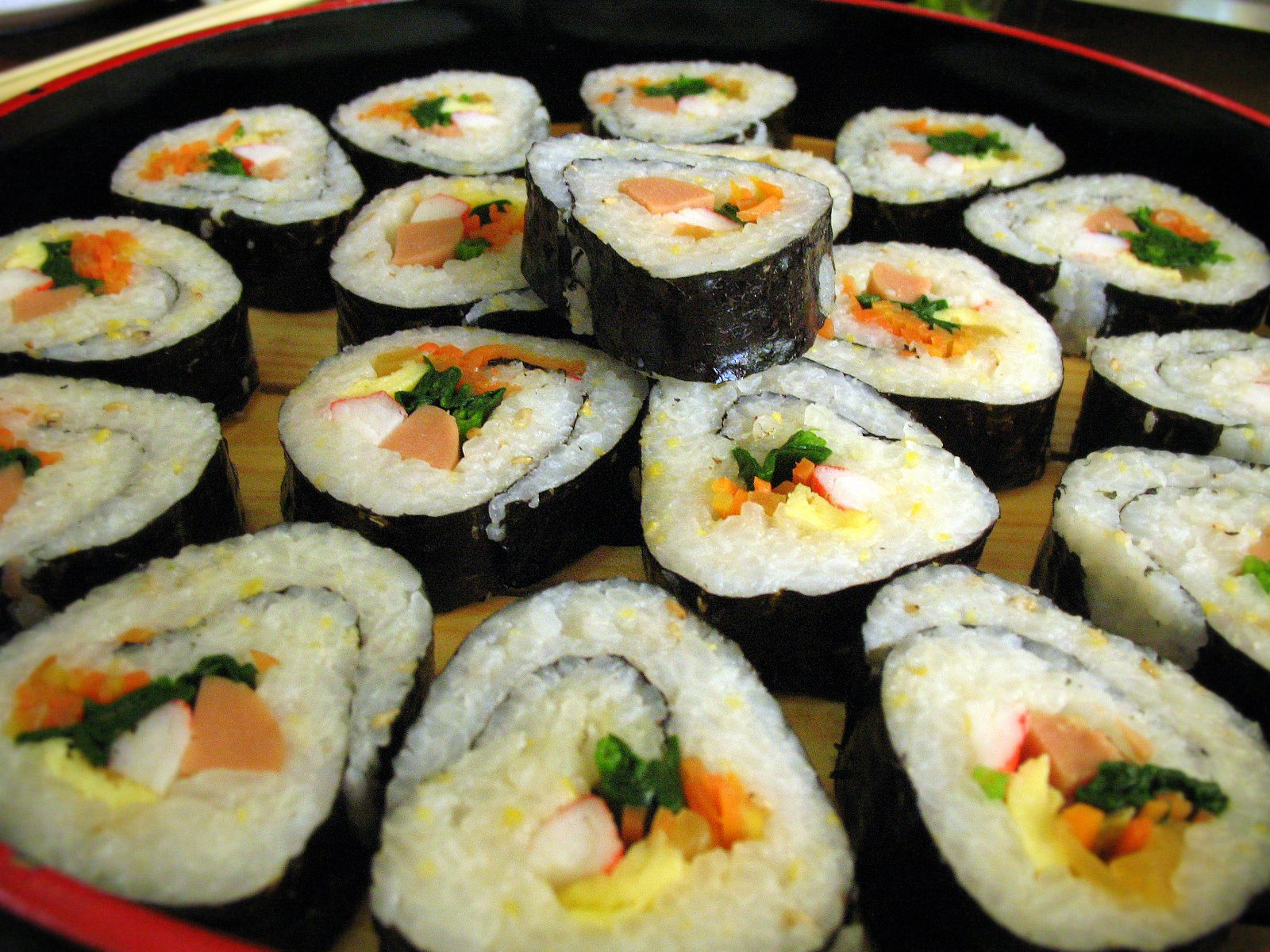
طبق من شرائح الكيمباب الكوري

كيمباب هو طبق كوري يصنع من الأرز الأبيض المسلوق مع عدة مكونات أخرى، يلفّ بالكيم الكوري (عشب بحري مجفف صالح للأكل)، ويقدم الكيمباب كشرائح رقيقة. وغالبًا ما يؤكل الكيمباب خلال النزهات أو المناسبات في الهواء الطلق، أو كوجبة غداء خفيفة، ويقدم مع فجل اصفر مخلل أو الكيمتشي.
وقد انتقل الكيمباب إلى كوريا من استحداث لفائف السوشي الياباني «نوريماكي» خلال فترة الاحتلال الياباني لكوريا (1910-1945)، وأصبح الكيمباب منذ ذلك الحين طبقًا مميزًا، وغالبًا ما تستخدم فيه النكهات التقليدية الكورية، وزيت السمسم، بدلا من خل الأرز كما يستعمله اليابانيين.
والكلمة المستعارة «نوريماكي» انتقلت من المطبخ الياباني إلى كوريا. وتم استخدامها بالتبادل مع كلمة «كيمباب» لوصف الطبق حتى أصبح «كيمباب» مصطلح عالمي، كجزء من الجهود المبذولة لتنقية اللغة الكورية.

## تاريخ
هناك تاريخان متنافسان لكيمباب ، أحدهما مرتبط بالتاريخ الياباني والآخر مرتبط بالتاريخ الكوري.

## المكونات
الترجمة الحرفية لكلمة كيمباب هي «أرز الأعشاب البحرية». يعتبر الأرز والعشب البحري هما المكونين الاساسيين للكيمباب. وبناء على ذلك فقد تجد العديد من الحشوات المختلفة الإضافية، بما في ذلك الأسماك واللحوم والبيض والخضروات، سواء كانو مخللة أو محمصة أو طازجة.
يتبل الأرز تقليدياً بقليل من الملح وزيت السمسم أو زيت بريلا. المكونات البروتينية المشهورة هم كعك السمك أو لحم السلطعون أو البيض أو لحم ضلع البقرالمتبل.

## الاختلافات
عادة ما تستخدم حبوب الأرز البيضاء القصيرة، على الرغم أن حبوب الأرز البني القصيرة أصبحت الآن أكثر انتشارًا بين المهتمين بالصحة. ونادرًا ما يتم خلط الأرز الحلو في أرز الكيمباب.
ويتنوع أرز الكيمباب مؤخرًا فيمكن أن يكون أرز أبيض، أو أرز بني، أو أرز مسلوق، أو حبوب، أو غيرهم.
الكيم الكوري هو ورقة أعشاب بحرية مجففة، أعشاب بحرية مضغوطة من الأنواع الصالحة للأكل. الكيم قد تكون محمصة ومتبلة مع الزيت والملح، أو ربما تكون محمصة بدون تتبيل أو غير مطبوخة وغير متبلة. والزيت المستخدم لتحميص الكيم هو زيت السمسم التقليدي، ولكن يشيع هذه الأيام استخدام زيت الذرة والكانولا خصوصاً مع الكيم المتبل مسبقاً والذي يباع بشكل كبير في الأسواق. وكما أن زيت الزيتون أصبح أكثر انتشارًا أيضا، ويستخدم عادة للكيمباب النوع المحمص والغير متبل.
وبالإضافة إلى المكونات الشائعة المذكورة أعلاه فيمكن أن يشمل الكيمباب بعض الأنواع: الجبن، والحبار المطبوخ بالتوابل، الكيمتشي، اللانشون، أو التونة الحارة، وقد يوضع زيت السمسم في الكيم أو ترش عليها حبوب السمسم. بينما قد يتم قلي قطع شرائح الكيمباب بعد تغميسها في البيض.
سامقاك كيمباب، شبيه بأونجيري الياباني، وهو كيمباب مثلث الشكل يباع في العديد من المتاجر في كوريا الجنوبية. وكما يأتي بأشكال متعددة كثيرة أيضاً.
تشنغمو كيمباب، وهو نوع من الكيمباب يُعد من حشوة الأرز فقط. نشأ من مدينة تشنغمو الساحلية، وتكون اللفافات أرق وسطحها غالباً غير متبل. ويقدم التشنغمو تقليدياً مع الأطباق الجانبية من الفجل الكيمتشي ومتبل الحبار وهو شرائح من صغير الأخطبوط منقع ومخمر في صلصة من الفلفل الأحمر الحار.
سامتشي كيمباب (كيمباب التونه)، هو نوع آخر شائع عادة ما يحشى بسمك التونة وورقة بيلا منقعة والمايونيز ومكونات أخرى أيضاً.
ماياك كيمباب، هو كيمباب مخصص في سوق غوانغ جانغ في سيول. «ماياك» يترجم ب «المخدرات»، واسمها يعكس نكهتها المزعومة التي يدمنها الأشخاص. ومايك كيمباب يختلف عن الأنواع الأخرى من الكيمباب وذلك بسبب إضافة خلطة مصنوعة من صلصة الصويا والخردل.